# Resolució 49 del Consell de Seguretat de les Nacions Unides
La Resolució 49 del Consell de Seguretat de les Nacions Unides, aprovada el 22 de maig de 1948, tenint en compte que les resolucions anteriors del Consell de Seguretat de les Nacions Unides pel que fa a Palestina no s'han complert i que les operacions militars continuen tenint lloc a Palestina, la resolució demana a tots els governs i autoritats abstenir-se d'altres accions militars hostils a Palestina i, amb aquesta finalitat, emetre un ordre d'alto el foc a les seves forces militars i paramilitars que entraria en vigor al migdia, el 24 de maig de 1948, hora de la ciutat de Nova York. La resolució també va ordenar a la Comissió de Treva per Palestina establerta a la Resolució 48 del Consell de Seguretat de les Nacions Unides que informés al Consell sobre el compliment de les parts interessades amb la resolució.
La resolució es va aprovar amb vuit vots i tres abstencions de l'RSS d'Ucraïna, la Unió Soviètica i Síria.